# Adromischus alstonii
Adromischus alstonii är en fetbladsväxtart som först beskrevs av Schönl. och E. G. Baker, och fick sitt nu gällande namn av C. A.Smith. Adromischus alstonii ingår i släktet Adromischus och familjen fetbladsväxter. Inga underarter finns listade i Catalogue of Life.